# Medetera krivolutskiji
Medetera krivolutskiji är en tvåvingeart som beskrevs av Negrobov 1991. Medetera krivolutskiji ingår i släktet Medetera och familjen styltflugor.
Artens utbredningsområde är Vietnam. Inga underarter finns listade i Catalogue of Life.